# Dia del Tartà

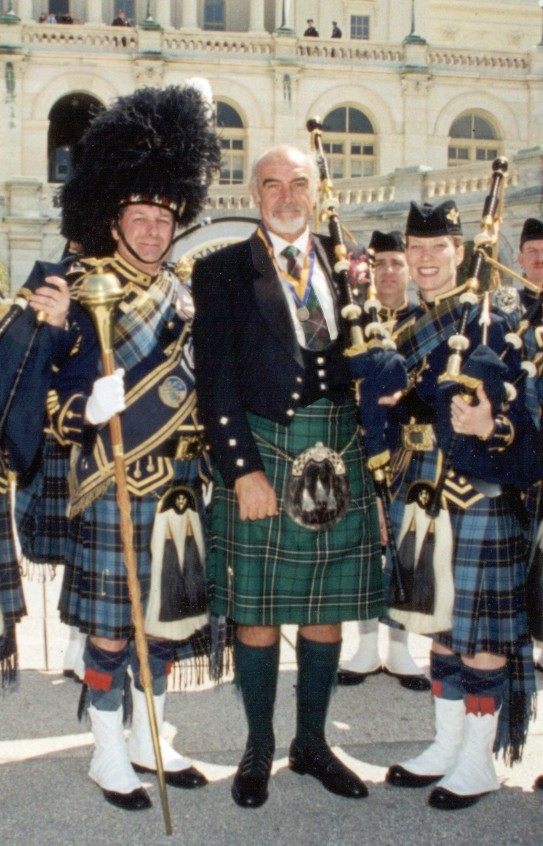
Sean Connery a la celebració del Dia del Tartà a Washington D.C..

El Dia del tartà, en anglès: Tartan Day és una celebració de la cultura escocesa que es fa el dia dia 6 d'abril que és la data en la qual, l'any 1320, es va signar la Declaració d'Arbroath. Es commemora a la ciutat de Nova York des de l'any 1982, però el seu format actual es va originar al Canadà a mitjan dècada de 1980 i s'ha estès a altres comunitats de la diàspora escocesa a partir de la dècada de 1990. A Australàsia el similar International Tartan Day es fa l'1 de juliol que és l'aniversari de l'Act of Proscription de 1747 la llei que va prohibir l'ús del tartà.
Els dies del tartà típicament comporten parades de bandes de gaiters, balls de les Highland i altres aspectes de la cultura escocesa.